# Артур Тенно
Артур Тенно (ест. Artur Daniel Tenno; 21 липня 1894, Кастре-Винну — 11 квітня 1963, Торі) — естонський і радянський воєначальник, підполковник артилерії.

## Життєпис
Артур Тенно народився 21 липня 1894 року у волості Кастре-Винну Юр'ївського повіту (нині естонський повіт Тартумаа) Ліфляндської губернії. У нього були брати Павло (також військовий, артилерист, Георгіївський кавалер) та Йоханн, а також сестри Йоханна та Марта.
Навчався у Тартуському університеті, перебував у студентському товаристві «Сакала». Після початку Першої світової війни переведений до Павлівського військового училища, яке закінчив у 1917 році як артилерист.
Після становлення незалежності Естонії брав участь у Визвольній війні, був нагороджений Хрестом Свободи І класу 3-го ступеня. У роки незалежності Естонії Тенно продовжив службу в естонській армії, дослужився до звання підполковника та командував 5-ою артилерійською групою. Після окупації Естонії СРСР зі збереженням звання переведений в РСЧА, призначений командувачем 626-го гаубичного артилерійського полку при 182-й стрілецькій дивізії, що базувалася в Таллінні.
28 червня 1941, вже після початку Німецько-радянської війни, Тенно був усунений з посади командира і заарештований за звинуваченням в антирадянській та прогітлерівській агітації (пункт 10, стаття 58 КК РРФСР). Особливою трійкою НКВС засуджено 15 травня 1943 року до 10 років позбавлення волі. Відбував покарання у Красноярському краї. Звільнений після смерті Сталіна, повернувся до Естонії.
Помер 11 квітня 1963 року в місті Торі (Пярнуський район, нині повіт Пярнумаа).